# Prochromadora orleji
Prochromadora orleji är en rundmaskart som först beskrevs av De Man 1880.  Prochromadora orleji ingår i släktet Prochromadora och familjen Chromadoridae. Arten är reproducerande i Sverige. Inga underarter finns listade i Catalogue of Life.